# Catadysis immersum
Catadysis immersum är en mossdjursart som först beskrevs av Busk 1884.  Catadysis immersum ingår i släktet Catadysis och familjen Lekythoporidae. Inga underarter finns listade i Catalogue of Life.